# 宮川量
宮川 量（みやかわ はかる、1905年 - 1949年9月3日）は、日本の園芸指導者。全生病院国立療養所多磨全生園、国立療養所長島愛生園、沖縄県の国立療養所沖縄愛楽園（初代事務長）、国立療養所星塚敬愛園に勤務した。園内の緑化に努め、また、ハンセン病の歴史を研究した。

## 略歴
1905年1月26日岐阜県高山市の寺に生まれ、後得度した。1922年岐阜県立斐太中学卒業。第三高等学校に受かるも体格検査ではねられる。1927年本間俊平牧師の本に感激、後キリスト教徒になる。1928年千葉県立高等園芸学校卒業。1929年全生病院勤務。全生の５人男の一人として活躍する。農園指導などを行った。1931年国立療養所長島愛生園勤務。1935年長島愛生園分館主任。1938年沖縄県国頭愛楽園事務長。1940年依願免本官。1941年3月鹿児島県国立療養所星塚敬愛園嘱託。4月長島愛生園嘱託。1949年、厚生事務官。9月3日没。

## 療養所の緑化
- 全生園では、園芸指導に精を出した。林文雄、塩沼英之助、田尻敢、藤田江三、（前の3人は医師）と共に全生5人男といわれた。光田健輔は、彼を長島愛生園に連れて行った。果樹園の開発にも力を尽くした。長島では松を除いてすべて、外来から植林したものである。

## 国頭愛楽園初代事務長
- 初代塩沼英之助園長の下で、井戸掘りから行った。台風がきて苦労した。喘息の発作があり、療養した。頼まれて星塚敬愛園の嘱託となった。

## 研究など
- 日本救らい史、[1]らい救済史料[2]、光明皇后讃仰[3]、弘法大師とらい[4]、泉州堺岡村家訪問記[2]、大風子物語[5]、鎌倉時代におけるらい救済者忍性律師の研究、[6]救らい史蹟西山光明院について[7]などがある。文献もくわしく引用している。
- 長島の先住者山田景久氏を偲ぶ、長島の史実、十坪住宅物語、飛騨路の春、長島視察記、全生より愛生へ(移動の記録)なども書いている。
- 彼は医師になろうとしたが、多忙や健康で果たせなかった。

## 西山光明院最後の患者の診断書
- 最後の患者は西山なかという。彼女は最後の光明院の住人で大正5年に亡くなった。その夫は西山京山という。彼は明治30年頃になくなった。
  - 大阪府下大和国添下郡六条村77番地　西山京山　44年　体質　多血性　原因　不明　病名　例布羅（レプラ）症状　厳々頭痛し四肢筋肉間接部大に麻痺催回し身体疲労状を呈し言語困難す。　経過　20カ年來　処方　無之　予後　不作ならん　医師　楠田操　明治14年11月1日
  - 同住所　西山なか（京山の弟子とあるが妻）　37歳　体質　中東　原因　不明　病名　例布羅（レプラ）症状　四肢末梢麻痺掌忘し諸々の筋間血膿し或いは脱膿すること甚だしく特にありて咳喘鳴す　経過　10カ年前　処方　無之　予後　不良。
  - 診断書が書かれた理由　両者がある商売をしたいが免税にしてくれという書類を警察署に出したから。なお、西山なか　は大和高市郡一流の富豪の娘で、土地などを所有していた。京山の名前で土地を寄付しているが彼女の土地であった。なかには娘が一人いた。橋本師（住職）は彼女の遺言書を作成したが、遺言により永代料の寄付もあった。西山というのは、その土地のハンセン病の者は全て西山を名乗っていた。[8]

## 東洋のらいと彼に対する批判
- アジアのらいに関心があり、「沖縄・台湾のらい見聞記」、「広東のらい視察記」[9]。「朝鮮のらい見聞記」を彼の著書に書いている。長男に東、二男に洋之と名前を付けた。戦争時代、らいが全治しない時代を生きたので、戦意高揚の文章などあり批判もある。